# Pedro Reszka Moreau
Pedro Abelardo Reszka Moreau (Antofagasta, Región de Antofagasta, Chile, 10 de junio de 1872-Santiago, Región Metropolitana de Santiago, Chile, 6 de marzo de 1960) fue un pintor chileno. 

## Vida
Fue hijo de Teofilo Reszka Wismach y de Leonor Moreau Collin. Estudió en el Liceo de Hombres de Valparaíso, donde tuvo clases de dibujo con Juan Francisco González. En 1893 ingresó a la Escuela de Bellas Artes de Santiago donde fue alumno de Cosme San Martín y Pedro Lira.
Contrajo matrimonio con Paulette Crémazy.
En 1901 fue designado comisario de la delegación chilena de la Exposición Panamericana en Buffalo, Estados Unidos, donde permaneció un año y medio. De regreso a Chile, el gobierno le otorgó una beca para continuar sus estudios en Francia, donde siguió clases con Jean Paul Laurens. Volvió a Chile en 1914 tras el inicio de la Primera Guerra Mundial en Europa.
Las obras de Reszka oscilaron entre el naturalismo y el impresionismo. Sus temas preferidos fueron los retratos y las figuras femeninas, entre los que destacaron "El guitarrero", "La dama de rojo" "Retrato de Paula" y "Dama con quitasol".
En 1915 abandonó su carrera de pintor y dedicó todo su tiempo a la docencia y a la actividad gremial. Fue fundador de la Sociedad Nacional de Bellas Artes en 1918 y su presidente por más de un período. Además fue presidente honorario de la misma hasta su muerte. Recibió el Premio Nacional de Arte en 1947.